# Paul Scoon
Paul Scoon (4 de julio de 1935 - 2 de septiembre de 2013) fue gobernador general de Granada durante 14 años, de 1978 a 1992.

## Biografía
Scoon nació el 4 de julio de 1935 en Gouyave, una ciudad en la costa oeste de Granada. Asistió a la Escuela Anglicana de San Juan y la Escuela Secundaria de la Grenada Boys. Scoon luego recibió un grado externo de la Universidad de Londres antes de ir a estudiar a la Universidad de Leeds, Inglaterra, y obtener una maestría en educación de la Universidad de Toronto, Canadá. Volvió a Granada para enseñar en la Escuela Secundaria de la Grenada Boys. Después de una carrera pasando de Director de Educación para finalmente convertirse en Secretario del Gabinete, el jefe del Servicio Civil de Granada. Fue condecorado con la Orden del Imperio Británico en 1970 y en 1973 regresó a Londres para cubrir el puesto de Director Adjunto de la Fundación Commonwealth. En 1978 fue nombrado Gobernador General de Granada por la reina Isabel II.